# 安房峠道路

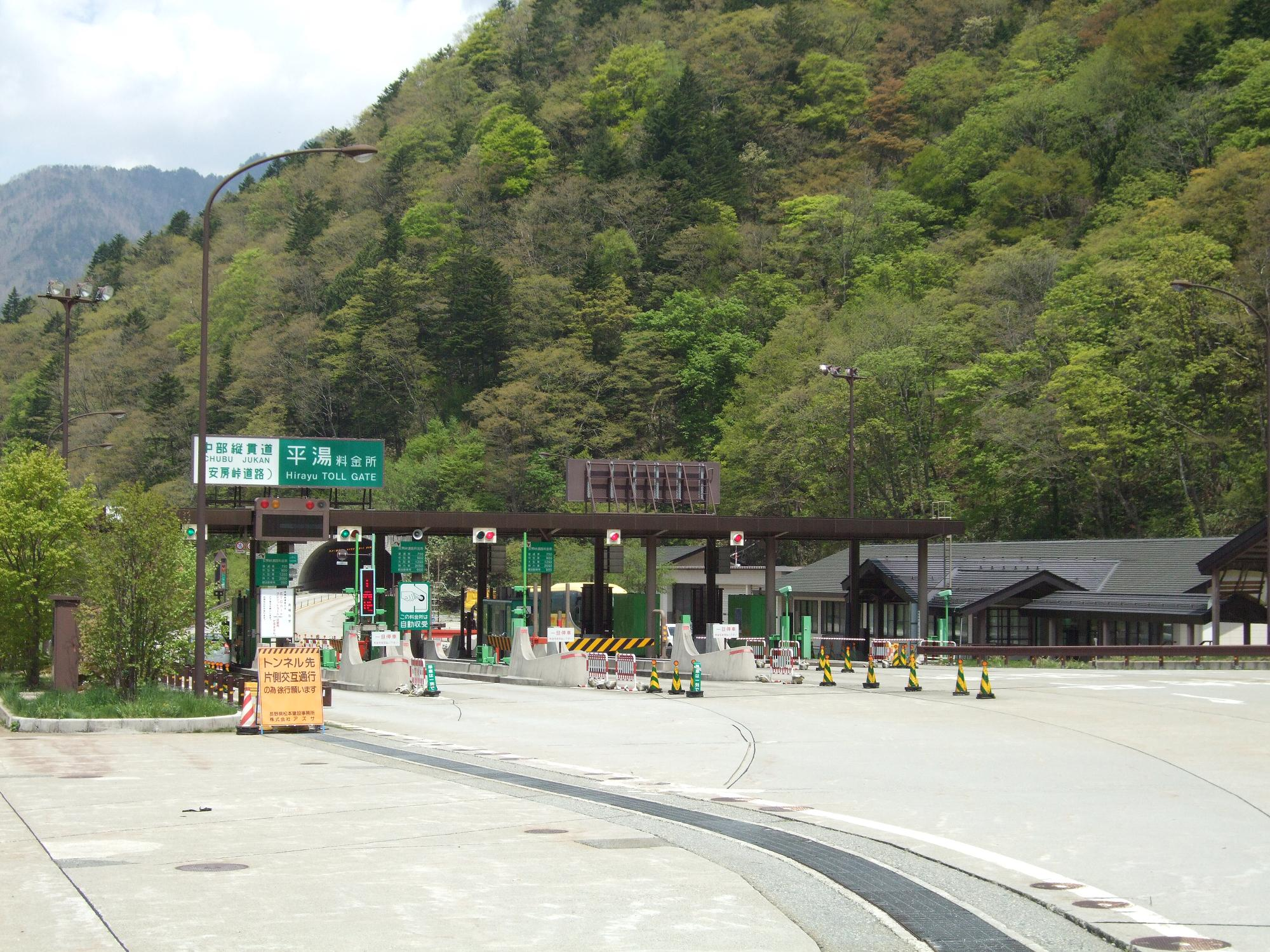
安房峠道路 平湯料金所（2008年撮影）

安房峠道路（あぼうとうげどうろ）は、高規格幹線道路中部縦貫自動車道（国道158号）のうち、長野・岐阜県境の安房峠直下で短絡している自動車専用道路である。
5.6キロ (km)のうち大半の区間を安房トンネル (4.4 km) と湯ノ平トンネルが占めている。中日本高速道路（NEXCO中日本）が一般有料道路として管理している。

## 概要
- 起点 : 岐阜県高山市奥飛騨温泉郷平湯
- 終点 : 長野県松本市安曇中ノ湯
- 全長 : 5.6 km
- 規格 : 第1種第3級
- 設計速度 : 80 km/h
- 車線 : 暫定2車線 設計4車線
- 償還完了予定 : 2049年3月30日[1]

北アルプスを越えて岐阜県と長野県を結ぶ道路が少なく、国道158号現道の安房峠は大型車のすれ違いが困難なため、安房峠道路の開通以前の現道は観光客の多い時期には通過に5時間以上（長い時には8時間）かかることもあったほか、冬季は積雪により通行できなかった。その安房峠越えをわずか5分に短縮させた。
現地調査から33年・着工から18年の歳月を費やして開通した。当初は2005年度末に開通する予定であったが、1998年長野オリンピックに間に合わせるべく急ピッチで工事が進められ、1997年12月に開通。これにより、岐阜県飛騨地方と長野県の間が年間を通して行き来できるようになった。
日本道路公団の民営化の際、採算性の問題から国土交通省が地元自治体への無償譲渡を検討していたが、譲渡後の維持・管理費用の増大を理由に自治体が拒否したため、債務・道路資産はそのまま日本高速道路保有・債務返済機構に引き継がれ、中日本高速道路が管理することとなった。
中部縦貫自動車道は、岐阜県側については高山東道路（丹生川IC－平湯IC）の一部、久手IC－平湯IC間が2024年度（令和6年度）に事業化されたが、中ノ湯－波田区間は依然として事業化する前の段階（基本計画区間）である。高山東道路の事業化部分開通後においても、一部区間は事業化されておらずミッシング・リンクは解消されないため、高速道路としては孤立した状態が続く。

### 沿革
- 1989年（昭和64年/平成元年） : 高規格幹線道路中部縦貫自動車道の一部になる。
- 1992年（平成4年）11月 : 湯ノ平トンネル貫通。
- 1995年（平成7年）4月 : 安房トンネル貫通。
- 1997年（平成9年）
  - 12月5日 : 道路工事完了[2]。
  - 12月6日 : 供用開始[3]。
- 2010年（平成22年）
  - 4月1日 : ETCカード・クレジットカードへの対応開始。
  - 6月28日 : 無料化社会実験開始[4]。
- 2011年（平成23年）6月19日 : 無料化社会実験終了[5]。
- 2012年（平成24年）12月6日 : ETC専用レーン（一旦停止型）の運用開始。
- 2014年（平成26年）9月30日 : 回数券の利用を停止[6]。
- 2019年（平成31年/令和元年）9月4日：国土交通省が中部縦貫道（安房峠道路）の暫定2車線区間のうち、中ノ湯IC - 平湯IC間の全線を10 - 15年後を目処に4車線化する優先整備区間に選定する方針を発表[7][8][9]。

### 料金
2023年5月現在の通行一回当たりの料金額は以下の通り。
- 軽自動車等 : 630円
- 普通車 : 790円
- 中型車 : 940円
- 大型車 : 1,310円
- 特大車 : 2,150円

料金所は岐阜県側に平湯TBがあり、自動精算機となっている。
ETCレーン・ETCカードリーダー (ICCR) は設置されていなかったが、ICCRについては2010年4月1日に運用を開始し、ETCカードの利用ができるようになった。また、ETC割引が導入され、地方部の時間帯割引に加え、終日30%引きとなるETC特別割引も実施されている（時間帯割引と特別割引の重複適用はない）。さらに、安房峠道路の開通から15年となる2012年12月6日に一旦停止型のETCレーンが導入された。
政府の高速道路無料化の第一弾として、2010年6月28日から2011年6月19日まで無料化社会実験が行われていた。
2011年6月20日からのETC時間帯割引は、深夜割引の割引率50%が平日のみになるなど、他の道路とは違う内容になっていたが、2012年1月1日以降、休日深夜割引と休日特別割引（ともに最大50%割引）が追加され、他の道路と同じ割引内容になった。

## インターチェンジなど
- IC番号欄の背景色が■である部分については道路が供用済みの区間を示している。また、施設名欄の背景色が■である部分は施設が供用されていない、完成していないことを示す。

| IC番号 | 施設名   | 接続路線名          | 起点から (km) | 備考 | 所在地        |
| ------ | -------- | ------------------- | ------------- | ---- | ------------- |
| -      | 中ノ湯IC | 国道158号           | 0.0           |      | 長野県 松本市 |
| -      | 平湯IC   | 国道471号 国道158号 | 5.6           |      | 岐阜県 高山市 |

## 安房トンネル
安房トンネル（あぼうトンネル）は、中部縦貫自動車道の中ノ湯ICと平湯ICの間にある、長野県松本市（旧南安曇郡安曇村）と岐阜県高山市（旧吉城郡上宝村）を結ぶ全長4.4キロメートル (km) (4,370メートル (m))の自動車専用トンネルである。
国道158号安房峠の直下を通っている。また、深さ450メートルの換気縦坑によって安房峠に排気している。

### 水蒸気爆発事故とその影響
焼岳火山群中の活火山であるアカンダナ山南側の高温帯を通過しており、長野県側の中の湯温泉取付道路工事中の1995年（平成7年）2月11日に、国道158号への取付道路付近で火山性ガスを含む水蒸気爆発が発生し、作業員4人が犠牲となった。4人の遺体は立ったままの状態で発見されたことから、事故は極めて短時間であったと推測されている。
この事故によって、現場では土砂崩れと同時に雪崩も発生し、梓川になだれ込んだ土砂は6,000立方メートルにも及んだ。これによって、中ノ湯側の出口は当初予定されていたよりも北側に変更され、トンネル延長が当初の予定より20メートル長くなったほか急カーブが発生している。また当時建設中であった、取付道路の陸橋の一部が未完成のまま放棄された。この未成橋脚と坑口は、松本側の国道158号からも見ることができる。
ガス噴出箇所付近は、ガス抜きの為のボーリングがなされ、ガスクロマトグラフ機器による観測所が設置されている。
中の湯温泉旅館も、この事故の影響を受けて、安房峠への途中にある現在地へ移転した。

### 歴史
- 1964年（昭和39年） : 現地調査実施。
- 1967年（昭和42年） : ボーリング調査開始。
- 1980年（昭和55年） : 長野県側から調査坑の掘削開始。
- 1983年（昭和58年）5月28日 : 岐阜県側から調査坑の掘削開始[18]。
- 1989年（昭和64年/平成元年） : 岐阜県側から本坑の掘削開始。
- 1990年（平成2年） : 長野県側から本坑の掘削開始。
- 1991年（平成3年） : 調査坑が貫通。
- 1995年（平成7年）
  - 2月11日 : 水蒸気爆発事故発生（4名死亡）。
  - 本坑が貫通。
  - 換気縦坑が貫通。
- 1997年（平成9年）12月6日 : 中ノ湯IC - 平湯IC間開通に伴い供用開始。